# شهرستان جوانچنگ
شهرستان جوانچنگ (به لاتین: Juancheng County) یک منطقهٔ مسکونی در چین است که در هزه (شاندونگ) واقع شده‌است.